# بيل فيندلاي
بيل فيندلاي (بالإنجليزية: Bill Findlay)‏ هو لاعب كرة قدم أسترالية أسترالي، ولد في 29 أكتوبر 1913، وتوفي في 28 مايو 1986.

## وصلات خارجية
- بيل فيندلاي على موقع AustralianFootball.com (الإنجليزية)
- بيل فيندلاي على موقع AFLtables.com (الإنجليزية)